# Johann Georg Palitzsch
Johann Georg Palitzsch (Prohlis, 11 de junho de 1723 – Prohlis, 21 de fevereiro de 1788) foi um  astrónomo Alemão.
Ficou famoso por achar o cometa 1P/Halley (mais conhecido como cometa Halley) no dia de Natal de 1758. A natureza periódica deste cometa já tinha sido deduzida por Edmond Halley em 1705, mas Halley morreu antes de poder ver se a sua previsão se tornaria verdade.
Criado para se tornar um agricultor de sucesso pelo seu rigoroso padrasto, Palitzsch estudou em segredo tanta astronomia quanto conseguiu pelos livros que conseguia comprar. Estudou astronomia contemporânea pelo livro "Vorhof der Sternwissenschaft" por Christian Pescheck. Aprendeu Latim, aos 21 anos, herdou a quinta, que lhe permitiu construir os seus próprios jardim botânico, biblioteca, laboratório e museu.
Recebeu apoio de vários mecenas, incluindo o futuro rei. Mas as guerras entre a Prússia e a Áustria interromperam as suas ambições.
Aquando da sua morte a 21 de Fevereiro de 1788, Palitzsch tinha deixado um biblioteca com 3518 livros, parcialmente constituídos por cópias escritas à mão, que ele fez de obras científicas que eram demasiado caras para as poder comprar.
Uma cratera de impacto e um vallis (vale) na Lua receberam o seu nome. O  asteróide 11970 Palitzsch também foi denominado em sua honra.